# Річард III (король Англії)
Рі́чард III (англ. Richard III; 2 жовтня 1452 — 22 серпня 1485) — король Англії з 1482 року, останній з династії Йорків, син Річарда, герцога Йоркського. Брат, Едуард IV, зробив його герцогом Глостерським. Відзначився у війні Червоної та Білої Троянд. Після смерті Едуарда в 1483 році став правителем при своєму племіннику Едуарді V і незабаром привласнив корону, мотивуючи це тим, що син Едуарда IV — незаконнонароджений.
Річард був талановитим правителем, але підозра, що він убив Едуарда V і його брата, знижувала його популярність у народі. У 1485 році Генріх, граф Річмонд (пізніше — Генріх VII), підняв повстання, в результаті якого Річард ІІІ зазнав поразки біля Босворта і був убитий.

## Ранні роки
Річард III — одинадцята дитина й четвертий син герцога Річарда Йоркського й Сесілії Невілл, дочки герцога Вестморлендського, молодший брат короля Едуарда IV. 30 грудня 1460 року його батька було вбито у битві під Вейкфілдом.
Це одна з найсуперечливіших постатей в англійській історії, його сходження на престол покрито таємницями й інтригами. Дитинство Річарда проходило в умовах війни Червоної та Білої троянд. Йому навіть довелось разом із молодшими братами рятуватись від переслідувань на континенті, в Утрехті (Нідерланди).
Річард був представником династії Йорків — однієї з двох, що боролись за виживання. Окрім того, він був видатним воїном і тривалий час проводив, удосконалюючи свою вправність володіння мечем. В результаті м'язи його правої руки були надзвичайно розвинутими. Він відзначався значною мужністю і стратегічними здібностями.
Коли Едуард IV був проголошений королем (1461), дев'ятирічний Річард отримав титул герцога Глостерського. Змужнівши, він віддано служив Едуарду IV, брав участь у битвах, разом із ним у 1470-71 роках втік до Голландії. Отримав від короля багато звань і володінь. Річарда підозрювали у вбивстві його старшого брата герцога Кларенса (1478). 12 червня 1482 року його було призначено командувачем армією, яку Едуард IV відрядив до Шотландії.
Коли помер Едуард IV (9 квітня 1483), Річард стояв з військом на шотландському кордоні. Родичі королеви проголосили королем старшого сина померлого короля, Едуарда V, дванадцятирічного хлопчика, щоб регентство належало його матері, Єлизаветі. Її партія зустріла сильних опонентів у особі впливових феодальних магнатів лорда Гастінгса та герцога Бекінгема, які запропонували Річарду регентство відповідно до заповіту Едуарда IV.
Королева Єлизавета сховалась у Вестмінстерському абатстві. Річард склав присягу вірності Едуарду V й наказав карбувати монети з його зображенням. Після того, як Роберт Стіллінгтон, єпископ Батський, повідомив Таємній раді про те, що він особисто вінчав Едуарда IV з леді Елеонорою Батлер, дочкою першого графа Шрусбері і цей шлюб не було розірвано до моменту вінчання Едуарда з Єлизаветою Вудвілл, парламент видав «Акт про спадкування престолу», відповідно до якого престол переходив до Річарда як єдиного законного спадкоємця (син Георга, герцога Кларенса, середнього брата Едуарда й Річарда, був виключений з лінії спадкування престолу через злочини батька). Гастінгса, який перейшов на бік Єлизавети та брав участь у змові проти Річарда, було звинувачено у зраді і страчено.
Річард погодився стати королем (26 червня). 6 липня 1483 року він урочисто коронувався й наказав звільнити усіх в'язнів.

## Правління
Одразу ж після коронації Річард скликав парламент й оголосив, що має намір об'їхати свою державу: народ усюди зустрічав його заявами відданості.
За поширеною версією,  сини Едуарда й після цього продовжували заважати Річарду.
Він поїхав з Лондона, віддавши, на думку багатьох дослідників, наказ задушити обох принців вночі у їхніх ліжках, а тіла закопати під сходами.
Однак, відповідно до іншої версії, історія вбивства принців була вигадана людиною на ім'я Джон Мортон, архієпископом Кентерберійським, який був непримиренним супротивником Йорків. Відповідно до цієї версії, принців було вбито людиною на ім'я Джеймс Тіррелл за наказом Генріха VII Тюдора. У1674 році, в ході земляних робіт в Тауері під фундаментом одних сходів було знайдено людські кістки. Було оголошено, що рештки належать колись зниклим принцам. Їх із почестями поховали у Вестмінстерському абатстві. У 1933 році могилу було розкрито для наукової експертизи, яка підтвердила, що кістки дійсно належали двом дітям, найбільш імовірно, хлопчикам років 12—15, що були близькими родичами. Непрямо це свідчить проти Генріха VII, оскільки, якщо б злочин скоїв Річард, то вбитим дітям мало бути 10—12 років.
Герцог Бекінгем віддалився від короля й почав планувати його усунення. Було складено проект видати старшу дочку Едуарда IV, Єлизавету, за молодого Генріха Тюдора, графа Річмонда, який також був родичем герцогів Ланкастерських. У жовтні 1483 року вороги короля одночасно підбурили повстання у кількох графствах. Річард спочатку вкрай занепокоївся, але потім швидкими та енергійними заходами постарався відновити спокій. Він призначив значну винагороду за голови заколотників. Солдати Бекінгема розбіглись ще до початку битви. Його самого схопили та 12 листопада стратили у Солсбері. Інші вожді заколотників і сам граф Річмонд знайшли притулок за кордоном. Але й після цього становище Річарда залишалось неміцним. Й чим більше він страчував своїх супротивників, тим більше прибічників здобував молодий Тюдор.
У 1485 році раптово померла дружина Річарда — Анна. Короля підозрювали у вбивстві дружини з метою одружитися зі старшою дочкою Едуарда IV, Єлизаветою. Річард публічно відкинув чутки про це у промові, зверненої до магістрів Лондона. У 1485 році до Португалії було надіслано пропозицію щодо династичного шлюбу між Річардом та Іоанною Португальською, однак перемовини затягнулись до битви під Босвортом.

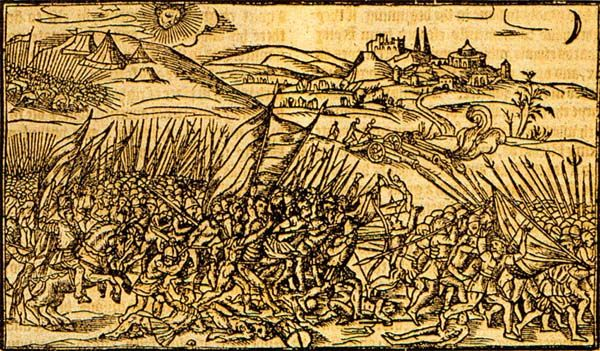
Битва під Босвортом, 1485

Генріх висадився в Уельсі з тритисячним французьким загоном, кількість його прибічників зростала (1 серпня 1485). До нього перейшли багато прибічників Річарда. У самого Генріха не було військового досвіду, проте, лишень він оголосив про свій намір протистояти Річарду, він отримав запевнення у відданості від своїх земляків в Уельсі. Окрім того, його підтримував король Франції. Коли він підійшов до Босвортського поля, чисельність його армії подвоїлась та сягнула 6 тисяч чоловік. Але й це не гарантувало успіх. Можливо, у Річарда було мало друзів, але він стояв на чолі потужної армії, яка налічувала понад 10 тисяч загартованих у боях воїнів.
Річард зустрів військо Генріха 22 серпня у битві поблизу містечка Босворт. У Генріха було менше військ, але він встиг зайняти вигіднішу позицію. Битву під Босвортом вирішила не зброя, а зрада. Зрада лорда Стенлі, вітчима Генріха, який перейшов на бік заколотників останньої миті, зробила поразку Річарда неминучою. В ході бою Генріх, не зовсім упевнений у своїх силах, вирішив особисто звернутись до свого вітчима. Річард побачив штандарт Тюдора, що рухався до позицій лорда Стенлі. У лавах бійців знайшовся просвіт, що дозволяв йому атакувати ворога, Річард знав — якщо він зможе дістатись до Генріха, перемога буде за ним. Віддавши наказ, Річард в обладунках, прикрашених трьома левами, в оточенні восьмисот вершників королівської гвардії врізався у ряди охоронців Генріха. Паралізований жахом Генріх спостерігав, як Річард мечем прокладав дорогу до нього. Одним ударом Річард зарубав прапороносця й уже перебував у лічених дюймах від Генріха, коли його відкинуло несподіване втручання лорда Стенлі, який кинув проти Річарда понад дві тисячі лицарів. Король опинився в оточенні, але відмовився здаватись, вигукуючи: «Зрада, зрада… Сьогодні я здобуду перемогу чи помру як король …». Майже всі його лицарі загинули, Річард відбивався мечем самостійно. Нарешті, страшний удар змусив його замовкнути. В одну мить воїни Генріха накинулись на короля.
Річард III був останнім англійським королем, який загинув у бою. Можливо, він не був найвеличнішим з англійських королів, але він був хоробрим воїном та не заслуговував на долю бути зрадженим настільки жорстоко. Після смерті Річарда III закінчилая війна Червоної та Білої троянд і припинилась чоловіча лінія династії Плантагенетів, які понад три століття правили Англією. Корону, зняту з мертвої голови Річарда, лорд Стенлі особисто поклав на голову названого сина. Його було проголошено королем і він став засновником нової династії Тюдорів. Оголене тіло Річарда провезли вулицями Лестера. Тривалий час вважалося, що його рештки згодом вилучили з могили й укинули до річки Суар. Але у вересні 2012 року, під час пошуків його захоронення, на території чоловічого монастиря у місті Лестер, дослідникам все ж вдалося знайти його могилу, і, провівши аналізи ДНК, довести, що це саме його останки. Науковці порівняли ДНК зі скелета Річарда і його нащадків. Отримані дані також підтвердили колір очей та волосся короля, які збіглися з кольором, зображеним на одному із ранніх портретів Річарда III.

### Внутрішня політика
Енергійний адміністратор, Річард III розширив торгівлю, реорганізував військо, був покровителем мистецтв, особливо музики й архітектури. За часів свого царювання він провів низку популярних у народі реформ, зокрема Річард упорядкував судочинство, заборонив насильницькі побори (так звані «добровільні пожертви» чи «беневоленції»), провадив політику протекціонізму, посилюючи цим економіку країни.

## У мистецтві
На підставі праць противника Річарда III — Джона Мортона — Томасом Мором було написано книгу «Історія Річарда III». Відома п'єса «Річард III», яку написав Шекспір, багато в чому базується на праці Мортона-Мора. Саме завдяки їй ми знаємо Річарда як зрадника й лиходія, хоч насправді цей король уславився своєю чесністю (недарма його девізом було: «Loyaulte me lie», тобто «Вірність робить мене стійким»). Натомість спростуванню тюдорівських наклепів на Річарда ІІІ присвячений роман Джозефіни Тей «Дочка часу».
- Образ Річарда III використала й переосмислила Віра Камша у циклі «Часопис Арції» під ім'ям Шарля-Руїса-Олександра (Сандера) Тагере.
- Річард Горбун у молоді роки фігурує в повісті Р. Л. Стівенсона «Чорна стріла».
- За словами автора «Пісні льоду й полум'я» Джорджа Мартіна, прототипом Тіріона Ланністера послужив англійський король Річард III; окрім того, як зізнався автор, цей образ частково є автобіографічним.